# ساندور بوروس
ساندور بوروس (بالمجرية: Boros Sándor)‏ هو رامي الرمح ‏ مجري، ولد في 7 مايو 1949.

## وصلات خارجية
- ساندور بوروس على موقع أوليمبيديا (الإنجليزية)
- ساندور بوروس على موقع اللجنة الأولمبية المجرية (الهنغارية)